# 청주시 상당구의 국회의원

## 행정구역 변천
- 1995년 1월 1일 충청북도 청주시 상당구 설치
- 2014년 7월 1일 청주시, 청원군이 통합하여 '청주시' 설치, 구제 실시로 흥덕구, 청원구, 상당구, 서원구 설치

## 청주시 상당구의 역대 국회의원
| 대수   | 이름            | 소속정당     | 임기                              | 선거구역           |
| ------ | --------------- | ------------ | --------------------------------- | ------------------ |
| 제15대 | 구천서(具天書)  | 자유민주연합 | 1996년 5월 30일 ~ 2000년 5월 29일 | 청주시 상당구 일원 |
| 제16대 | 홍재형(洪在馨)  | 새천년민주당 | 2000년 5월 30일 ~ 2012년 5월 29일 | 청주시 상당구 일원 |
| 제17대 | 홍재형(洪在馨)  | 열린우리당   | 2000년 5월 30일 ~ 2012년 5월 29일 | 청주시 상당구 일원 |
| 제18대 | 홍재형(洪在馨)  | 통합민주당   | 2000년 5월 30일 ~ 2012년 5월 29일 | 청주시 상당구 일원 |
| 제19대 | 정우택(鄭宇澤)  | 새누리당     | 2012년 5월 30일 ~ 2020년 5월 29일 | 청주시 상당구 일원 |
| 제20대 | 정우택(鄭宇澤)  | 새누리당     | 2012년 5월 30일 ~ 2020년 5월 29일 | 청주시 상당구 일원 |
| 제21대 | 정정순(鄭正淳)  | 더불어민주당 | 2020년 5월 30일 ~ 2021년 9월 1일  | 청주시 상당구 일원 |
| 제21대 | 정우택 (鄭宇澤) | 국민의힘     | 2022년 3월 10일 ~ 2024년 5월 29일 | 청주시 상당구 일원 |
| 제22대 | 이강일 (李康一) | 더불어민주당 | 2024년 5월 30일 ~ 현재            | 청주시 상당구 일원 |

## 같이 보기
- 청주시 상당구 (선거구)
- 청원군 (1988년 선거구)
- 청주시의 국회의원
- 청원군의 국회의원
- 청주시 흥덕구의 국회의원
- 청주시 청원구의 국회의원
- 청주시 서원구의 국회의원